# Serie 431 de Renfe
La serie 431 de Renfe eran un conjunto de tres automotores eléctricos (1200 V cc, 390 CV) construidos por Schlieren (Suiza) y Brown Boveri en 1923. Disponían de frenos de aire comprimido y de carril con esmériles y tomaban la corriente mediante pantógrafo. Prestaron servicio en la línea de Cercedilla a Navacerrada, en la provincia de Madrid, España. 